# Pinacoteca Giovanni e Marella Agnelli
La Pinacoteca Giovanni y Marella Agnelli es una galería de pintura antigua y moderna ubicada en Turín, Italia, en la histórica sede de Fiat de Lingotto. El fondo de la pinacoteca está compuesto por un selecto grupo de obras de arte de la colección privada de Gianni Agnelli, quien fuera patrón del Grupo Fiat durante varias décadas del siglo XX y que junto a su esposa da nombre a la galería. La Galería de arte se inauguró el 20 de septiembre de 2002.

## Historia
Con motivo del cese de la producción de la planta construida en 1916 por Fiat en Lingotto, se plantea la posibilidad de conservar la vetusta fábrica para darle usos diferentes de para los que fue creada. Mediante un concurso internacional de arquitectos, Renzo Piano es seleccionado en los años noventa para realizar una extensa reforma del complejo fabril. Se decide que en una de las zonas del restaurado edificio se diseñe una pinacoteca para exponer las obras de la colección de Gianni Agnelli, quien tuvo la oportunidad de ser miembro del consejo de dirección del Museo del Louvre y disponía de una pequeña pero valiosa colección privada. Renzo Piano proyecta la pinacoteca en una de las zonas centrales del edificio, justo encima de la cual se crea un pequeño edificio-contenedor para la colección.
La galería se inauguró en 2002 con las obras transferidas desde la homónima Fundación Giovanni y Marella Agnelli a la pinacoteca. La dirección de la Galería de Arte se ha confía a Marcella Turín, antigua responsable de las iniciativas artísticas de la familia Agnelli. Parte del antiguo edificio se utiliza para las exposiciones temporal como en 2006 donde se presentó al público la exposición "Paisaje y Perspectiva, de Poussin a Canaletto: Pinturas de Palazzo Barberini". La organización de la Galería ha producido diferentes álbumes de Matisse y material pedagógico sobre algunas de las obras expuestas.

## Colección
La colección permanente llamada "la caja" consta de una treintena de importantes obras:
- En primer lugar se encuentran algunas de los pintores venecianos del siglo XVII, incluyendo seis excelentes pinturas de Canaletto.

- El siglo XVIII está representado por las esculturas de Antonio Canova y pinturas de Manet y Renoir.

- La mayor parte de la colección está formada por obras de comienzos del siglo XX. Henri Matisse con 7 importantes pinturas de los años veinte a cuarenta. Pablo Picasso representado por "Hétaire" y una composición cubista grande de 1915-16. Y en homenaje al arte italiano 3 obras maestras: "Velocitá astratta" (1913) de Giacomo Balla, "Lanciers italiens au galop" (1915) de Gino Severini y "Nu couché" (1917) de Modigliani.

## Galería

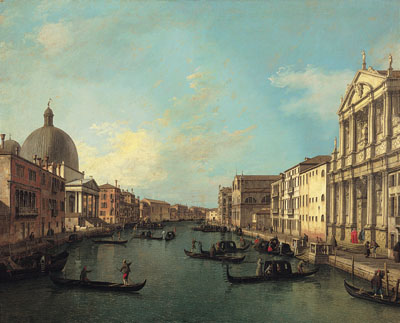
Canaletto
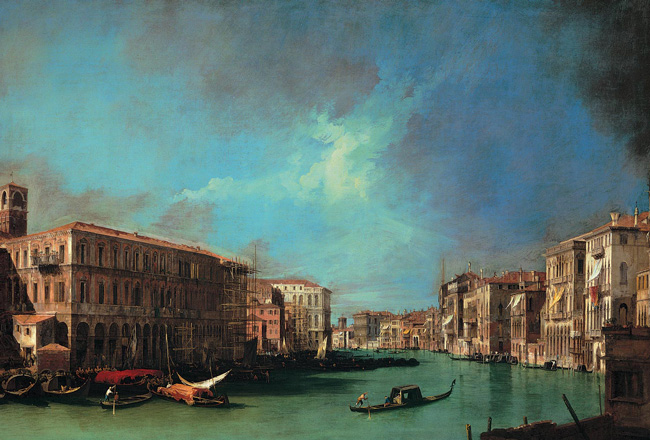
Canaletto
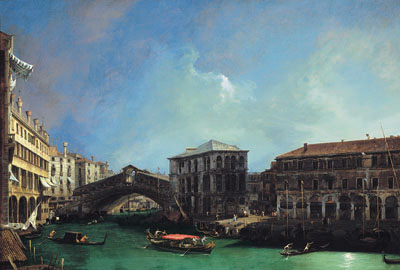
Canaletto
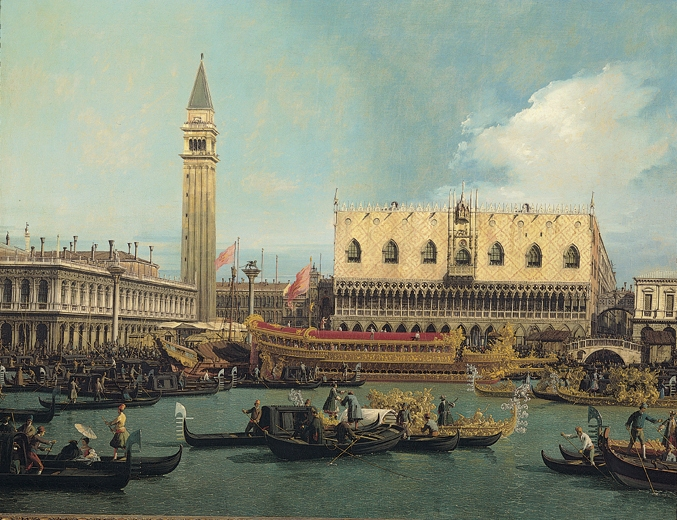
Canaletto
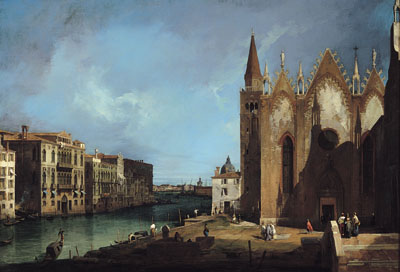
Canaletto
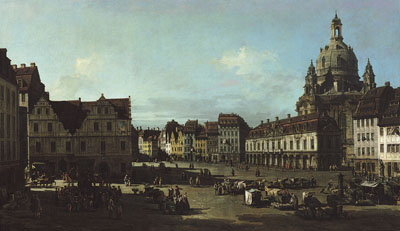
Bellotto
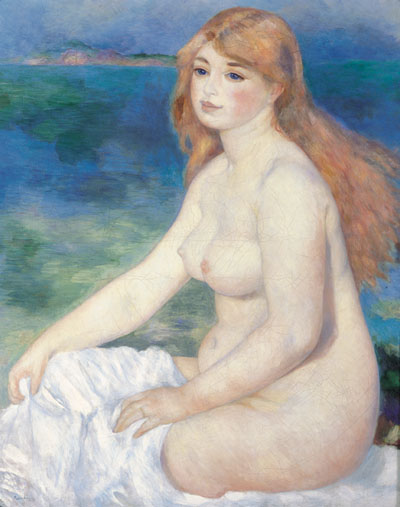
Renoir
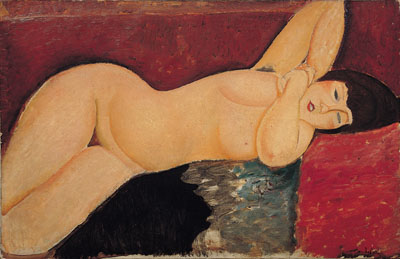
Modigliani
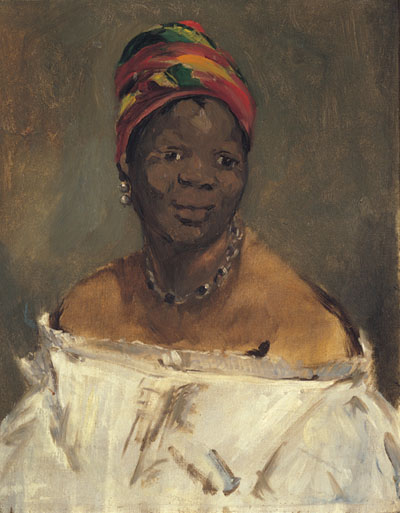
Manet